# 프린치피 다카야역
프린치피 다카야 역 (Principi D'Acaja)은 토리노 지하철의 역이다. 프린치피 다카야 로 부근의 프란치아 가에 자리잡고 있다. 2006년 토리노 지하철 노선 1차 구간 역 중 하나로 문을 열었다.
역 승강장에는 우고 네스폴로의 데칼코마니 작품이 전시되어 있으며, 사보이-아카이아 가에서 쓰던 문장을 묘사해 놓았다.

## 시설
- 매표기
- 장애인 접근시설
- 엘레베이터
- 에스컬레이터
- CCTV 감시카메라